# Alianza Internacional para la Acción contra el Carbono
La International Carbon Action Partnership) (ICAP) se fundó en el año 2007 como foro internacional cooperativo, reuniendo jurisdicciones nacionales, sub- y supranacionales que están implementando o planificando implementar un comercio de emission (ETS - por sus siglas en inglés) en forma de un sistema ‘Cap and Trade’ (por sus siglas en inglés) por más de 15 representantes gobernarles. El entonces gobernador de California, Arnold Schwarzenegger, expresó en la ceremonia de fundación: 

”Esta asociación, primera de su clase, proporcionará más incentivos para inversiones en tecnologías limpias y crecimiento económico, mientras no libera a los contaminadores de su responsabilidad. Además ayudará a restablecer el bienestar de nuestro planeta.”

José Sócrates, entonces primer ministro de Portugal, agregó que la asociación fue creada para conectar los mercados de carbono en el mundo y de esta manera ser más exitoso en el combate contra el cambio climático. ICAP incluye miembros de la Unión Europea, Suiza, el Régimen de Comercio de Emisiones de la Unión Europea (EU ETS), la ‘Western Climate Initiative’ (WCI), la Regional Greenhouse Gas Initiative (RGGI), Australia, Nueva Zelanda, Noruega y del gobierno de la región metropolitana de Tokio. Japón, Corea del Sur, Kazajistán y Ucrania mantienen un estado observador.
Jurisdicciones miembros comparten las mejores prácticas y tematizan elementos de diseño de ETS con la perspectiva de crear un mercado de carbono global eficaz. El compromiso de ICAP se motiva en que una interconexión de los comercios de emisión podría resultar en beneficios tanto económicos y sociales como ecológicos.

## Organización
ICAP funciona como un foro abierto de gobiernos y autoridades públicas, que trabajan con sistemas de comercio de emisión. Los órganos principales de ICAP son el Pleno y el Comité Directivo. El trabajo cotidiano es asistido por el secretariado de ICAP, con sede en Berlín, Alemania, guiado por el consejo de los copresidentes de ICAP.

## Objetivos
- Compartir las mejores prácticas y aprender mutuamente de experiencias hechas con el comercio de emisión
- Apoyar a los responsables políticos en asuntos de compatibilidad de diseño de comercios de emisión y en reconocer oportunidades para su establecimiento en un estado temprano
- Facilitar posibles interconexiones futuras de programas de comercio de emisión
- Destacar el papel clave de comercios de emisión como respuesta efectiva al reto del cambio climático
- Construir y fortalecer cooperaciones entre gobiernos.[8]

## Actividades
El trabajo de ICAP se concentra en tres áreas: Diálogo técnico, compartir conocimiento sobre comercios de emisiones y la creación de conocimiento sobre el comercio de emisión en países emergentes y en vía de desarrollo.

### Diálogo técnico
Temas relevantes tratados en el diálogo técnico son por ejemplo: las interconexiones entre ETS; métodos de asignación de derechos de emisión; Monitoreo, Reporte y Verificación (MRV); créditos de compensación (offsets) y carbon leakage. Eventos reúnen representantes de las jurisdicciones de ICAP con expertos internacionales y locales para compartir sus conocimientos técnicos y para debatir medidas que contribuyen a la formación de un mercado de carbono global.

### Compartir conocimiento sobre comercios de emisiones
ICAP actúa como plataforma de conocimiento sobre comercios de emisiones existentes y previstos. También provee informaciones sobre las ventajas generales de un comercio de emisión y cuestiones de diseño de este instrumento político. Correspondiendo a la demanda creciente para informaciones confiables y detalladas sobre sistemas de comercio de emisión en el mundo, ICAP desarrolló un mapa interactivo y regularmente actualizado, el cual ofrece una sobrevista actualizada de los comercios de emisión regionales existentes. Adicionalmente el reporte general de ICAP: “Sistemas de comercio de emisiones en el mundo” (ICAP Status Report – por sus siglas en inglés) proporciona fichas técnicas de todos los sistemas de comercio de emisión existentes y bajo consideración e incluye gráficos informativos que permiten la comparación fácil de sistemas. Responsables políticos y expertos de mercados de carbono comparten sus conocimientos de aspectos claves en el establecimiento y la operación de un comercio de emisión.
En adición ICAP organiza eventos en las Conferencias de las Partes de la Convención Marco de las Naciones Unidas sobre el Cambio Climático (CMNUCC) para ofrecer una sinopsis anual del estado de comercios de emisión regionales en el mundo. 

### Creación de conocimiento
Desde el año 2009 ICAP organiza talleres técnicos sobre el diseño y la implementación de un comercio de emisión para participantes de países en desarrollo y emergentes. En el año 2014, la comunidad de los exalumnos contó con 289 participantes de curso de 39 países.

## Reporte General de ICAP
ICAP Status Report 2015